# Milczące załatwienie sprawy
Milczące załatwienie sprawy – instytucja postępowania administracyjnego będąca jednym ze sposobów zakończenia tego postępowania.
W Polsce została wprowadzona do Kodeksu postępowania administracyjnego ustawą z dnia 7 kwietnia 2017 r.
o zmianie ustawy - Kodeks postępowania administracyjnego oraz niektórych innych ustaw (Dz.U. z 2017 r. poz. 935). Wcześniej nie była skodyfikowana.

## Przesłanki i formy milczącego załatwienia sprawy
Milczące załatwienie sprawy jest dopuszczalne, gdy ustawa tak stanowi. Sprawę uznaje się za załatwioną milcząco w sposób w całości uwzględniający żądanie strony (nie stosuje się milczącego załatwienia sprawy w postępowaniu wszczętym z urzędu), jeżeli w terminie miesiąca od dnia doręczenia żądania strony właściwemu organowi administracji publicznej albo innym terminie określonym w przepisie szczególnym organ ten:
- nie wyda decyzji lub postanowienia kończącego postępowanie w sprawie (milczące zakończenie postępowania) albo
- nie wniesie sprzeciwu w drodze decyzji (milcząca zgoda)[2].

## Dzień wydania decyzji, postanowienia, sprzeciwu przez organ oraz dzień milczącego załatwienia sprawy
Dniem wydania decyzji lub postanowienia kończącego postępowanie albo wniesienia sprzeciwu jest dzień:
- nadania sprzeciwu, decyzji lub postanowienia kończącego postępowanie w sprawie za pokwitowaniem przez operatora pocztowego w rozumieniu ustawy z dnia 23 listopada 2012 r. - Prawo pocztowe albo
- doręczenia za pokwitowaniem sprzeciwu, decyzji lub postanowienia kończącego postępowanie w sprawie przez pracowników organu administracji publicznej lub inne upoważnione osoby, albo
- wprowadzenia sprzeciwu, decyzji lub postanowienia kończącego postępowanie w sprawie do systemu teleinformatycznego w przypadku doręczenia elektronicznego[3].

Milczące załatwienie sprawy następuje w dniu następującym po ostatnim możliwym dniu wydania decyzji, postanowienia czy sprzeciwu, chyba że strona zostanie poinformowana wcześniej przez organ o braku sprzeciwu.

## Potwierdzenie milczącego zalatwienia sprawy
Potwierdzenie milczącego zalatwienia sprawy następuje przez uczynienie adnotacji w aktach sprawy albo zaświadczenie o milczącym załatwieniu sprawy. Zaświadczenie wydaje się na wniosek strony. Jeśli milczące załatwienie sprawy nie nastąpiło, odmawia się jego wydania. Wydanie zaświadczenia i odmowa wydania tego aktu następują w formie zaskarżanego zażaleniem postanowienia.

## Weryfikacja milczącego załatwienia sprawy
Do spraw załatwianych milcząco stosuje się z uwzględnieniem specyfiki tej instytucji przepisy rozdziału 12 i 13 działu II Kodeksu postępowania administracyjnego. Przyjmuje się, że skutek wydania decyzji ostatecznej powstał w terminie czternastu dni od dnia milczącego załatwienia sprawy.